# Almanaque da Parnaíba

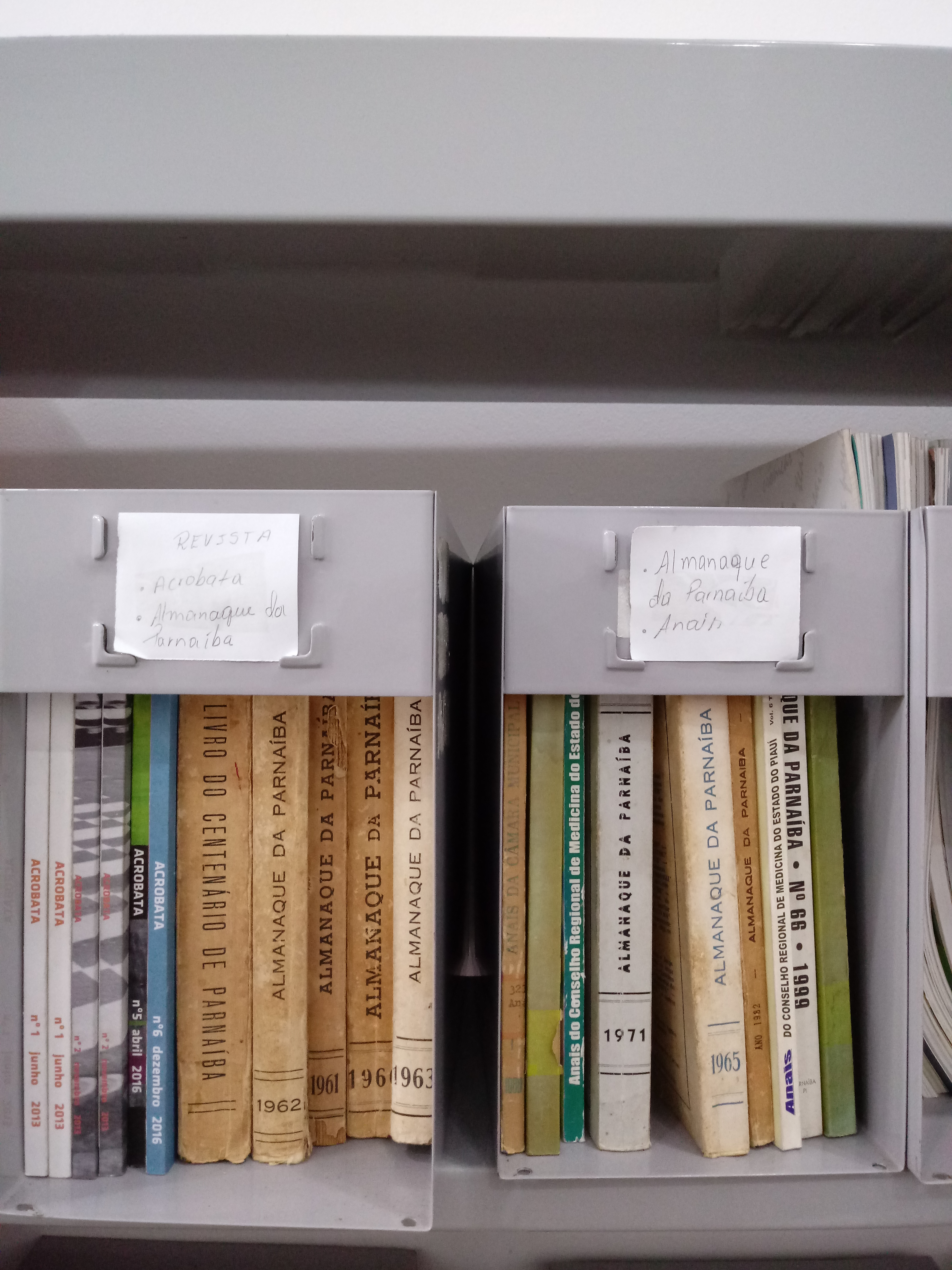
Exemplares no acervo da Biblioteca Estadual do Piauí, em Teresina.

Almanaque da Parnaíba é um almanaque brasileiro, editado em Parnaíba, Piauí.

## História

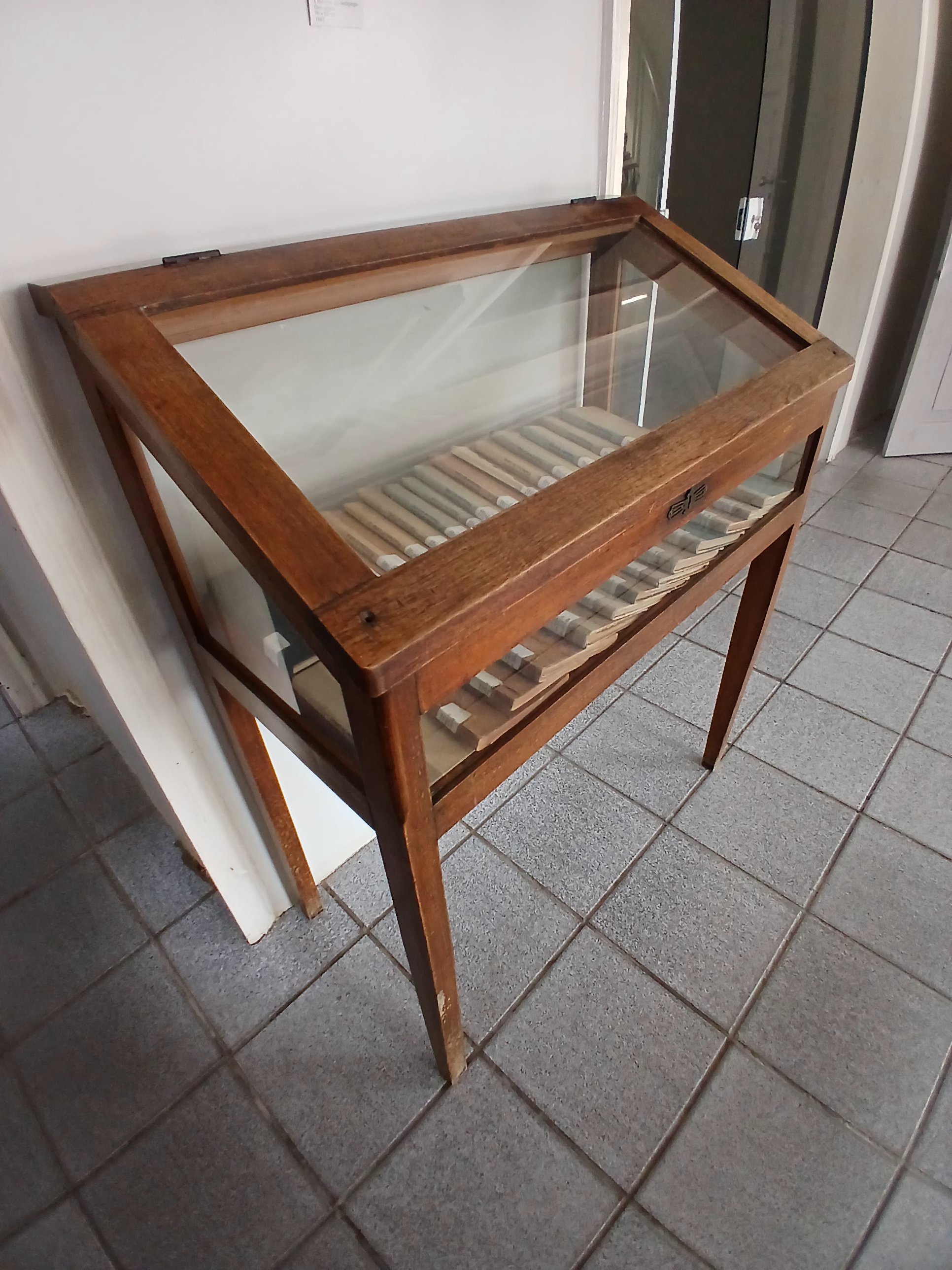
Expositor de guarda no acervo da Academia Piauiense de Letras com exemplares do Almanaque da Parnaíba.

Fundado em 20 de agosto de 1923, em Parnaíba, Piauí, pelo empreendedor gráfico Benedicto dos Santos Lima ("Bembem") que foi seu primeiro editor depois passando para Ranulpho Torres Raposo e Manoel Domingos Neto. Foi editado anualmente até o início dos anos 1980. Com a morte do editor, a edição foi repassada para a Academia Parnaibana de Letras (APAL), que a edita como sua revista acadêmica, mas sem ser editada anualmente. Atualmente encontra-se na edição número 68 lançada em 2006. Em 2009 iniciou-se a digitalização de exemplares pela Biblioteca Nacional do Brasil. Os colaboradores do periódico já se somam mais de duas centenas, entre eles: Cláudio Pacheco Brasil, Hugo Napoleão do Rego Neto, Humberto de Campos, Paulo Ximenes Aragão e R. Petit.

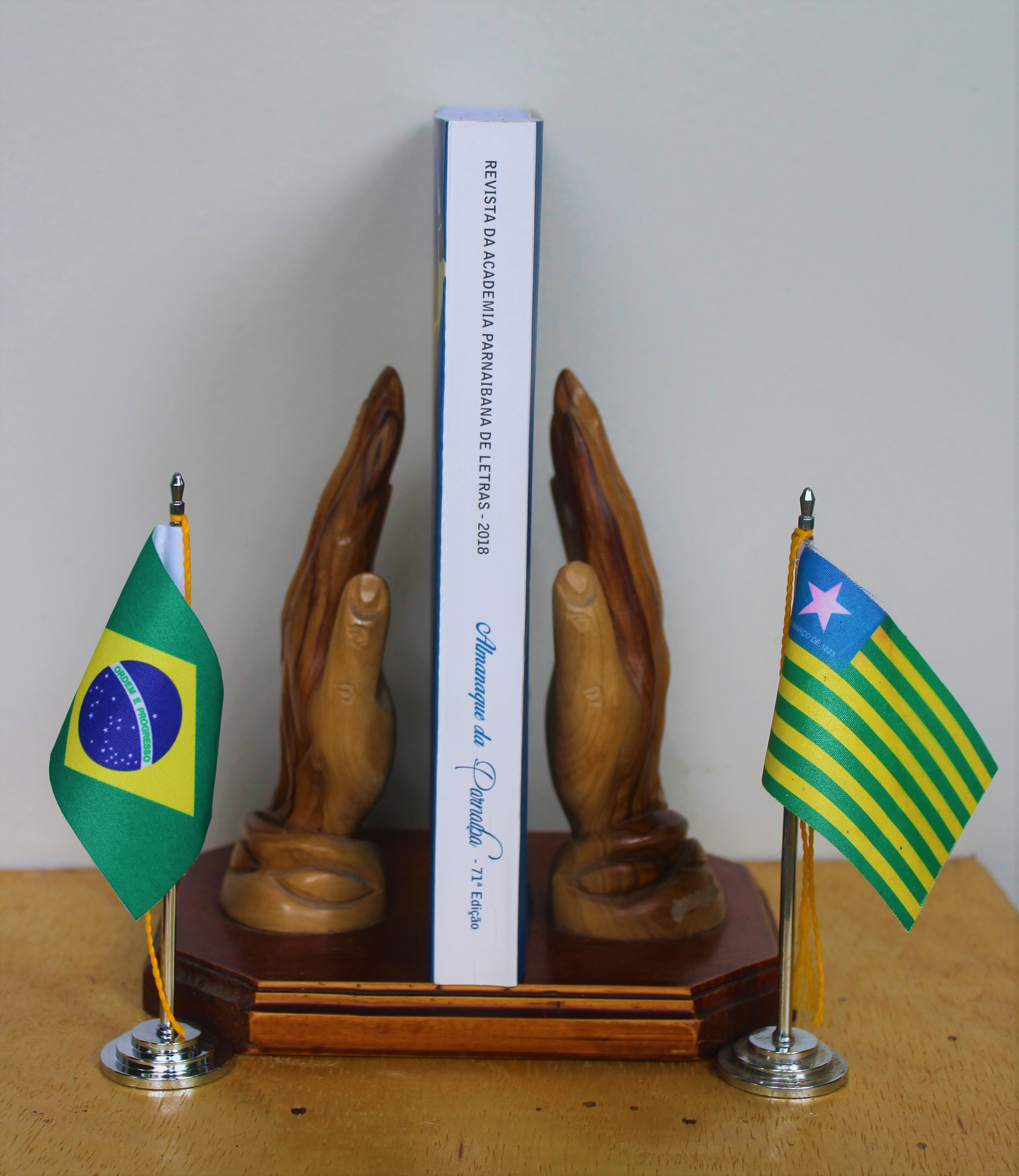
Almanaque da Parnaíba, edição de 2018, como revista da Academia Parnaibana de Letras.

De acordo com a Academia Parnaibana de Letras, o periódico passou por três fases. A primeira fase foi da sua criação até 1941, quando seu criador, Benedito dos Santos Lima, o "Bembém", transfere a edição para o empresário Ranulpho Torres Raposo. A segunda fase durou 40 anos sob a administração de Ranulpho Torres Raposo, de 1942 a 1982. Após a morte de Ranulpho Torres, o almanaque teve uma edição em 1985, editada por Manoel Domingos Santos. Após 1985, houve uma descontinuação do almanaque por falta de editor, mas, em 1994, a Academia Parnaibana de Letras, reconhecendo a tradição e importância da publicação, encampa a responsabilidade pela continuação da mesma e, a partir daí, começa a terceira fase do periódico.
Sobre o estado de preservação dos exemplares do Almanaque da Parnaíba, no artigo Almanach da Parnahyba: as memórias que ecoam das águas, Vinicius Ferreira e Ana Regina Rego, fundamentam que:

O Almanaque aqui estudado se apresenta como um elo da sociedade para com o seu passado, armazenando uma memória para que esta não se perca por completo. Porém apesar da importância histórica e social do material, as coleções de suas edições, com raríssimas exceções, como a da Biblioteca Nacional, estão em péssimo estado de conservação. Academicamente poucos trataram o Almanaque da Parnaíba, como monumento histórico, sendo constantemente tratado como simples fonte de pesquisa. Suas edições estão espalhadas por arquivos, bibliotecas públicas e em coleções particulares.